# (29562) Danmacdonald
(29562) Danmacdonald est un astéroïde de la ceinture principale.

## Description
(29562) Danmacdonald est un astéroïde de la ceinture principale. Il fut découvert le 22 février 1998 à Haleakala par le programme NEAT. Il présente une orbite caractérisée par un demi-grand axe de 2,99 UA, une excentricité de 0,05 et une inclinaison de 10,5° par rapport à l'écliptique.

## Compléments